# ألكس غوميز
ألكس غوميز (بالإسبانية: Àlex Gómez)‏ هو مدرب كرة قدم إسباني، ولد في 8 أكتوبر 1972 في L'Ametlla de Mar ‏ في إسبانيا.